# Anna Sychravová
Anna Sychravová (ur. 7 lipca 1873 w Humpolcu, zm. 22 lutego 1925 w Pradze) – nauczycielka i czechosłowacka posłanka do Zgromadzenia Narodowego w latach 1920–1925. Pierwsza i jedyna kobieta z terenu Słowacji wybrana w pierwszych wyborach po uzyskaniu przez kobiety w Czechosłowacji praw wyborczych.

## Życiorys
Była dyrektorem stowarzyszenia Ochrana matek a kojenců oraz członkiem Czechosłowackiej Socjaldemokratycznej Partii Robotniczej. Przez wiele lat pracowała jako nauczycielka w szkole w Vrútky na Słowacji. Na podstawie uchwalonej w 1920 roku konstytucji kobiety w Czechosłowacji uzyskały pełne prawo wyborcze. W pierwszych wyborach do Zgromadzenia Narodowego (Národní shromáždění Republiky Československé), które odbyły się w kwietniu w 1920 roku została wybrana z okręgu wyborczego Ołomuniec. Do parlamentu zostało wybranych 18 kobiet. Anna była jedyną kobietą wśród 60 posłów z terenu Słowacji. W parlamencie pracowała w komisji kultury, polityki społecznej, socjalnej i zdrowotnej. Zajmowała się problemami osób niepełnosprawnych, nieślubnych dzieci, alkoholizmu młodzieży i zapobiegania chorobom przenoszonym drogą płciową.

## Publikacje
- W 1902 roku przetłumaczyła eseje szwedzkiej działaczki na rzecz kobiet Ellen Key Mravnost ženy i Žena budoucnosti, które zostały wydane przez Związek Nauczycielek Czechosłowackich (Jednota českoslovanských učitelek)[5].
- W 1910 roku wydała tłumaczenie książki austriackiej feministki Rosy Mayreder O ženské otázce[6], a w 1911 tej samej autorki książkę Mateřství a kultura[7] oraz Ke Kritice Ženkosti[8]
- Współpracowała i publikowała artykuły w czasopiśmie Ženský svět[9].